# Weldmec Marine

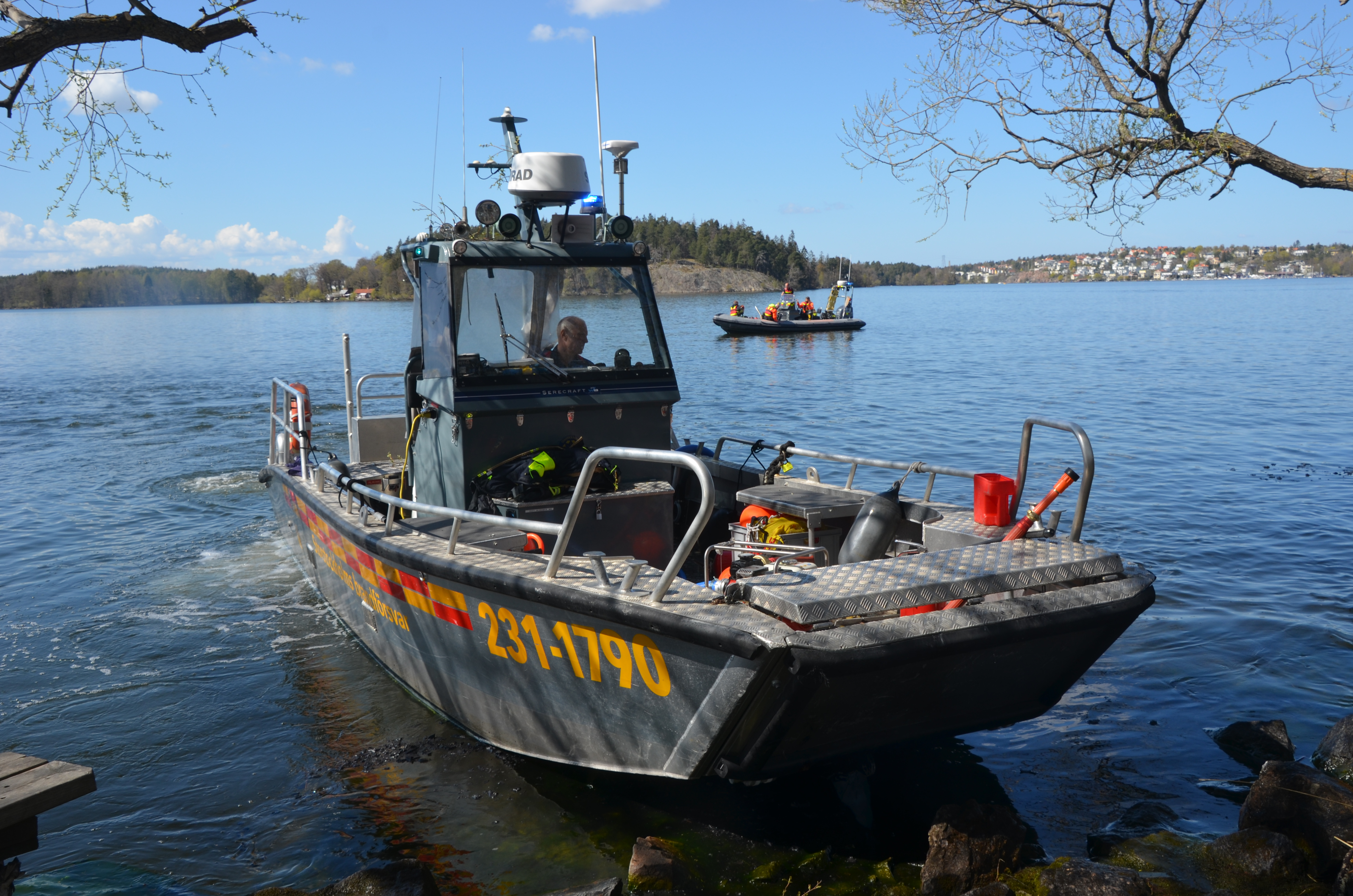
Storstockholms brandförsvars räddningsbåt Calypso i Mälaren

Weldmec Marine Ab var ett finländskt småbåtsvarv i Tolkis i Borgå stad, som byggde bland annat arbetsbåtar i aluminium. Företaget använde namnet Seretec som varumärke för båtmodeller.
Det köptes 2020 av Kewatec Aluboat i Karleby.

## Byggda båtar i urval
- Rescue Krickan, ett elva meter räddningsfartyg sv typ Serecraft SAR 11 för Ålands landskapsregering och Lumparlands sjöräddningsstation på Åland, levererad 2017
- Brandbåten Calypso, en 7,6 meter lång Seretec W8, levererad 2012 till Kungsholmens brandstation inom Storstockholms brandförsvar i Stockholm
- De fem skjutfältsbåtarna Missilen, Kulan, Raketen, Granaten och Projektilen, 11,2 meter långa Serecraft P11, levererade 2016 till Försvarsmakten i Sverige
- Fem båtar till Danska Försvarsministeriet av modell Serecraft W9, 2017, avsedda för transport-, stöd- och räddningsuppgifter inom Sirius-patruljen på nordöstra Grönland[2]
- Det danska utbildningsfartyget Y347 Lunden, en 21 meter lång Serecraft P20, levererad till Danmarks flotta 2019, stationerad vid Søværnets Center for Våben på Sjællands Odde.[3]